# النواميس (أسيوط)
قرية النواميس هي إحدى القرى التابعة لمركز البداري في محافظة أسيوط في جمهورية مصر العربية. حسب إحصاءات سنة 2006، بلغ إجمالي السكان في النواميس 8005 نسمة، منهم 4067 رجل و3938 امرأة.